# Alinghi 41
Alinghi 41, surnommé « Le Black » (en raison de son absence de peinture sur la coque en carbone pour réaliser des économies de poids), est un catamaran suisse quadruple vainqueur du Bol d'or. Il présente une structure innovante : un réseau de câbles en zylon reprend les efforts subis par le mât et les bras de liaison. Ce système fut par la suite repris sur le catamaran Alinghi 5. Il a causé la « mort » du circuit des 40 pieds du Léman : il était invincible. La débâcle du Bol d'or 2003 (très peu de bateaux ont terminé cette édition particulièrement ventée) a conduit à la mise au point des Décision 35. Ce bateau fut ressorti en 2009 pour la mise au point d'Alinghi 5.

## Palmarès
- Vainqueur du Bol d'or 2000
- Vainqueur du Bol d'or 2001
- Vainqueur du Bol d'or 2002
- Vainqueur du Bol d'or 2003

## Équipage
- Ernesto Bertarelli

- Pierre-Yves Jorand
- Yves Detrey
- Alvin Arnold
- Christian Wahl
- Patrick Hughenim
- Andrew Graham

## Caractéristiques techniques
- Architectes : Jo Richards et Sébastien Schmidt
- Chantier : Décision SA
- Longueur hors tout : 19, 6 mètres (64 pieds)
- Longueur de la coque : 12, 50 mètre (41 pieds)
- Poids sec : 1 850 kg
- Largeur : 8, 50 mètres
- Matériau plate-forme : sandwich mousse-carbone pré-imprégné-nomex
- Tirant d'air : 24, 50 mètres (80 pieds)
- Gréement : marconi avec grand-voile à corne
- Voiles : 3DL North sails carbone

### Sources
- Voiles magazine 80[précision nécessaire]